# Сантос Урдинаран
Сантос Урдинаран, познат као Васкито (Монтевидео, 30. март 1900 — Монтевидео, 14. јул 1979), био је уругвајски фудбалер, нападач. Био је члан уругвајске репрезентације која је освојила Светско првенство 1930.

## Биографија
Сантос Урдинаран је читаву каријеру провео као члан једног клуба — Насионала из Монтевидеа (од 1919. до 1933) као десно крило. Сантос је био млађи брат другог играча Уругваја, троструког првака Јужне Америке и олимпијског шампиона 1924. године, Антонија Урдинарана, са надимком Баскијац (породица Урдинаран потиче из Баскије), па је Сантос добио надимак Мали Баскијац из разлога што он је био његов млађи брат.
Играо је за свој клуб Насионал 318 утакмица и постигао је 124 гола, те се сматра једним од најбољих стрелаца Насионала.
За репрезентацију Уругваја је дебитовао у мечу против Аргентине 30. септембра 1923. године, а последњу утакмицу је одиграо против Перуа 18. јула 1930. године.
Сантос Урдинаран играо је једну утакмицу на Светском првенству 1930. године, против репрезентације Перуа, што га сврстава у тим освајача Светског првенства 1930. године.
Поред тога, Сантос Урдинаран двоструки је (1924, 1928) олимпијски шампион и троструки (1923, 1924, 1926) шампион Јужне Америке.
Петоструки је првак Уругваја: 1919, 1920, 1922, 1923, 1924.